# Paraplectanoides
Paraplectanoides este un gen de păianjeni din familia Araneidae.
Cladograma conform Catalogue of Life:
| Paraplectanoides | \| \| Paraplectanoides ceruleus \| \| \| \| \| \| Paraplectanoides crassipes \| \| \| \| \| \| Paraplectanoides kochi \| \| \| \| |
|                  | \| \| Paraplectanoides ceruleus \| \| \| \| \| \| Paraplectanoides crassipes \| \| \| \| \| \| Paraplectanoides kochi \| \| \| \| |
|                  | Paraplectanoides ceruleus |
|                  | |
|                  | Paraplectanoides crassipes |
|                  | |
|                  | Paraplectanoides kochi |
|                  | |